# 内藤正勝 (武蔵赤沼藩主)
内藤 正勝（ないとう まさかつ）は、江戸時代前期の旗本、のち武蔵国赤沼藩初代藩主。信濃国岩村田藩内藤家初代。

## 生涯
寛永20年（1643年）、内藤忠政の三男内藤政吉の子である内藤政季の長男として生まれる。慶安4年（1651年）、大叔父の内藤政次（忠政の四男で内藤忠重の弟）の婿養子となった。小姓などを歴任し、寛文2年（1662年）に蔵米500俵を支給された。
寛文10年（1670年）、政次が死去したため蔵米を収公されて、家督5000石を知行した。以後、書院番頭や留守居役を経て、元禄6年（1693年）に大坂定番となり1万石を加増され、立藩し武蔵国比企郡赤沼村に居所を置いた。
しかし大坂定番に在職中、翌年の元禄7年（1694年）8月7日に大坂にて死去した。享年52。長男の正友が跡を継いだ。

## 系譜
父母
- 内藤政季（父）
- 北条政房の娘（母）

正室
- 内藤政次の娘

子女
- 内藤正友（長男）生母は正室